# Миллиган, Дастин
Дастин Уоллес Миллиган (англ. Dustin Wallace Milligan; род. 1985) — канадский актёр кино и телевидения, получивший широкую известность благодаря роли Итана Уорда в сериале «90210: Новое поколение».

## Биография и личная жизнь
Дастин Миллиган родился 28 июля 1985 года в городе Йеллоунайф, столице Северно-западных территорий в Канаде в семье Джин Уоллес и Брайана Миллигана, также у актёра есть сестра Молли. С детства увлекался актёрской игрой, участвовал в постановках мюзиклов «Бриолин» и «Лихорадка в субботу вечером» в школе «Ecole Sir John Franklin High», которую окончил в 2003 году. Затем Дастин переезжает в Ванкувер, где работает в булочной, пока не получил свои первые роли на телевидении.
В 2008 году Дастин встречался с актрисой Джессикой Строуп, своей коллегой по сериалу «90210: Новое поколение», но в августе 2010 года пара рассталась. Ещё со времени съёмок фильма «Пункт назначения 3» дружит с актрисой Амандой Крю, с которой снялся в нескольких проектах.
В рамках промокампании фильма «В стране женщин» Миллиган разместил на своей странице на YouTube серию дневников, цель которых было найти пару для похода на премьеру фильма. Основал стипендию «Enough Talk, Hurry Up & Do It Already» для молодых деятелей кино.

## Карьера
Карьеру актёра Дастин начал с появления в нескольких телесериалах, таких, как «Мёртвые, как я», «Андромеда», «Дни», а затем последовали эпизодические роли в фильмах «Длинный уик-энд», «Прожигатели жизни», «Пункт назначения 3» и «Слизняк», наконец в картинах «Эффект бабочки 2», «В стране женщин», «Выкуп» и «Посланники» у актёра появляется шанс проявить свои таланты. Тогда же актёр получается роль в основном составе телевизионной драма «Беглецы» канала The CW, но шоу было закрыто после выхода в эфир нескольких серий.
Дастин продолжает сниматься в гостевых ролях в сериалах — «Мёртвая зона», «Я выбираю Элис», «Сверхъестественное» и в 2008 году получает роль Итана Уорд в основном составе шоу «90210: Новое поколение» — продолжении известного сериала «Беверли-Хиллз, 90210». Дастин покидает проект весной 2009, снявшись в первом сезоне. В этот период актёр начинает активно сниматься в кинопроектах — получает роли второго плана в фильмах «Экстракт», «Ева», «Безоружный», «Мастера съёма» и главные роли в картинах «Повторяющие реальность», «Челюсти 3D», «Братья и сёстры» и др. В 2013 году появился в главной роли в клипе на песню Деми Ловато «Made In The USA», где главную женскую роль также сыграла Эйми Тигардан, с которой ранее Дастин работал в сериале «90210: Новое поколение».
В 2013—2014 годах ожидает выход шести картин с участием актёра «Без зацепок», «Первичный», «Национальный парк Секвойя», «Дом страха», «Плохой город» и «Я, он, она».

## Фильмография

### Кино
| Кино | Кино                               | Кино                   | Кино                                        | Кино                      |
| Год  | Название                           | В оригинале            | Обязанности                                 | Примечания                |
| ---- | ---------------------------------- | ---------------------- | ------------------------------------------- | ------------------------- |
| 2005 | Длинный уик-энд                    | The Long Weekend       | Эд                                          | эпизодическая роль        |
| 2005 | Прожигатели жизни                  | Man About Town         | Дули в юности                               | эпизодическая роль        |
| 2005 | Пункт назначения 3                 | Final Destination 3    | Маркус                                      | эпизодическая роль        |
| 2006 | Слизняк                            | Slither                | Тонущий юноша                               | эпизодическая роль        |
| 2006 | Эффект бабочки 2                   | The Butterfly Effect 2 | Тревор Истман                               | роль второго плана        |
| 2007 | В стране женщин                    | In The Land Of Women   | Эрик Уоттс                                  | эпизодическая роль        |
| 2007 | Посланники                         | The Messengers         | Бобби                                       | эпизодическая роль        |
| 2007 | Выкуп                              | Butterfly On A Wheel   | Мэтт Райан                                  | роль второго плана        |
| 2009 | Экстракт                           | Extract                | Брэд                                        | роль второго плана        |
| 2010 | Ева                                | Eva                    | Люсьен                                      | роль второго плана        |
| 2010 | Безоружный                         | Gunless                | Джонатан Кент                               | роль второго плана        |
| 2010 | Повторяющие реальность             | Repeaters              | Кайл Халстед                                | главная роль              |
| 2011 | Мастера съёма                      | Wannabe Macks          | Си-Джей                                     | роль второго плана        |
| 2011 | Челюсти 3D                         | Shark Night 3D         | Ник ЛаДука                                  | главная роль              |
| 2011 | Сёстры и братья                    | Sisters & Brothers     | Рори                                        | главная роль              |
| 2011 | Неназванный                        | Entitled               | Ник Нэйдер                                  | роль второго плана        |
| 2012 | Свирепый                           | Ferocious              | Калум Бек                                   | роль второго плана        |
| 2012 | Грязная кампания за честные выборы | The Campaign           | Парень из братства                          | эпизодическая роль        |
| 2013 | Сарила: Затерянная земля           | The Legend Of Sarila   | Маркусси                                    | озвучивание               |
| 2013 | Без зацепок                        | No Clue                | Дэнни                                       | съёмки завершены          |
| 2013 | Последний обряд                    | Demonic                | Джон                                        | «съёмки завершены»        |
| 2013 | Первичный                          | Primary                | Николас                                     | съёмки завершены          |
| 2014 | Национальный парк Секвойя          | Sequoia                | Огден                                       | съёмки завершены          |
| 2014 | Дом страха                         | Demonic                | Джон                                        | на стадии пост-продакшена |
| 2014 | Плохой город                       | Bad City               | Детектив Преподобный Гриззли ночной медведь | на стадии пост-продакшена |
| TBA  | Я, он, она                         | Me Him Her             | Кори                                        | съёмки завершены          |
| 2016 | Охотник с Уолл-стрит               | A Family Man           | Самнер                                      | роль второго плана        |

### Телевидение

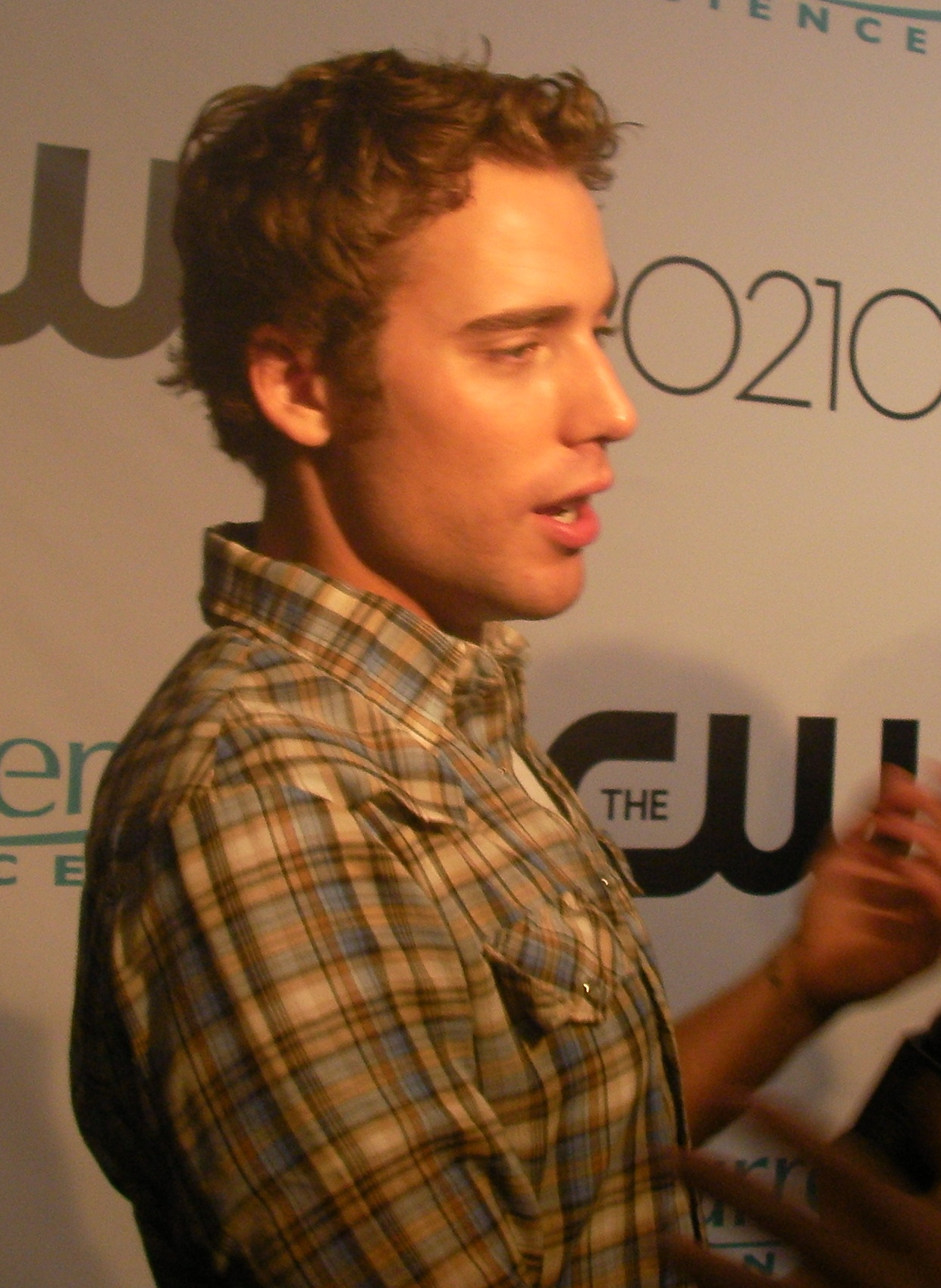
23 августа 2008, вечеринка по случаю премьеры сериала «90210: Новое поколение».

| Телевидение | Телевидение                                       | Телевидение                             | Телевидение           | Телевидение         |
| Год         | Название                                          | В оригинале                             | Обязанности           | Примечания          |
| ----------- | ------------------------------------------------- | --------------------------------------- | --------------------- | ------------------- |
| 2004        | Идеальная пара                                    | Perfect Romance                         | Рэпер                 | телевизионный фильм |
| 2004        | Дни                                               | The Days                                | Стив Колтер           | 2 эпизода           |
| 2004        | Мёртвые, как я                                    | Dead Like Me                            | Джои                  | 1 эпизод            |
| 2004        | Андромеда                                         | Andromeda                               | Лон                   | 1 эпизод            |
| 2005        | Молчание                                          | Hush                                    | Билли                 | телевизионный фильм |
| 2005        | Эмбер Фрей: Свидетель обвинения                   | Amber Frey: Witness For The Prosecution | Продавец в магазине   | телевизионный фильм |
| 2005        | Идеальное послание                                | A Perfect Note                          | Риппер                | телевизионный фильм |
| 2005        | Следствие ведёт да Винчи                          | Da Vinci’s City Hall                    | Чед Марковитц         | 1 эпизод            |
| 2006        | Восемь дней до смерти                             | Eight Days To Live                      | Джо Спринг            | телевизионный фильм |
| 2006        | Мёртвая зона                                      | The Dead Zone                           | Рэнди                 | 1 эпизод            |
| 2006        | Я выбираю Элис                                    | Alice, I Think                          | Марк Коннерс          | 1 эпизод            |
| 2006        | Беглецы                                           | Runaway                                 | Генри                 | 10 эпизодов         |
| 2008        | Кое-что о девочке                                 | About A Girl                            | Стэн                  | 1 эпизод            |
| 2008        | Сверхъестественное                                | Supernatural                            | Алан Джей Корбетт     | 1 эпизод            |
| 2008—2009   | 90210: Новое поколение                            | 90210                                   | Итан Уорд             | 24 эпизода          |
| 2012        | Зовите меня Фитцем                                | Call Me Fitz                            | Барри О’Нил           | 1 эпизод            |
| 2012        | Любовь за Рождественским столом                   | Love At The Christmas Table             | Сэм Рид               | телевизионный фильм |
| 2013        | Мотив                                             | The Motive                              | Феликс                | 1 эпизод            |
| 2015—2020   | Шиттс Крик                                        | Schitt's Creek                          | Тед Малленс           |                     |
| 2016        | Холистическое детективное агентство Дирка Джентли | Dirk Gently’s Holistic Detective Agency | Сержант Хьюго Фридкин | 8 эпизодов          |

### Другие проекты
| Другие проекты | Другие проекты | Другие проекты | Другие проекты        | Другие проекты                         |
| Год            | Название       | В оригинале    | Обязанности           | Примечания                             |
| -------------- | -------------- | -------------- | --------------------- | -------------------------------------- |
| 2006           | Ностальгия     | Nostalgia Boy  | Ностальгирующий юноша | короткометражный фильм                 |
| 2010           | Шнурки         | Tossers        | Джимми Сантино        | короткометражный фильм                 |
| 2011           | Марси          | Marcy          | Перри                 | веб-сериал эпизод «Marcy Does Yoga»    |
| 2013           | —              | Made In USA    | Парень                | главная роль клип на песню Дэми Ловато |